# Fenerbahçe – Beşiktaş en football
La rivalité entre le Fenerbahçe SK et le Beşiktaş JK, se réfère à l'antagonisme entre deux des principaux clubs de football d'Istanbul, plus grande ville de la Turquie.

## Palmarès
| Compétitions          | Beşiktaş JK | Fenerbahçe |
| --------------------- | ----------- | ---------- |
| Süper Lig             | 16          | 19         |
| Coupe de Turquie      | 11          | 6          |
| Supercoupe de Turquie | 10          | 9          |
| Total                 | 37          | 34         |

## Tous les Matchs
| #   | Date       | Compétition    | Équipe à domicile | Score | Équipe à l'extérieur | Buteurs à domicile                      | Buteurs à l'extérieur                            |
| --- | ---------- | -------------- | ----------------- | ----- | -------------------- | --------------------------------------- | ------------------------------------------------ |
| ... | ...        | ...            | ...               | ...   | ...                  | ...                                     | ...                                              |
| 282 | 05-08-1995 | TSYD Kupası    | Beşiktaş          | 0–2   | Fenerbahçe           | -                                       | Tarık (30), Erol (67)                            |
| 283 | 30-10-1995 | Süper Lig      | Fenerbahçe        | 2–0   | Beşiktaş             | Høgh (42), Atkinson (76)                | -                                                |
| 284 | 10-03-1996 | Süper Lig      | Beşiktaş          | 1–2   | Fenerbahçe           | Johnsen (89)                            | Bolić (1), Oğuz (55)                             |
| 285 | 28-07-1996 | TSYD Kupası    | Fenerbahçe        | 2–2   | Beşiktaş             | Sergen (17), Mehmet (90p)               | Kostadinov (42), Özkan (66)                      |
| 286 | 14-09-1996 | Süper Lig      | Fenerbahçe        | 0–1   | Beşiktaş             | -                                       | Sergen (89)                                      |
| 287 | 22-01-1997 | Türkiye Kupası | Fenerbahçe        | 2–2   | Beşiktaş             | Tarık (40), Kostadinov (78)             | Serdar (18), Saffet (49og)                       |
| 288 | 05-02-1997 | Türkiye Kupası | Beşiktaş          | 2–1   | Fenerbahçe           | Amokachi (18), Mehmet (51)              | Saffet (38)                                      |
| 289 | 16-02-1997 | Süper Lig      | Beşiktaş          | 1–0   | Fenerbahçe           | Ertuğrul (84)                           | -                                                |
| 290 | 16-07-1997 | TSYD Kupası    | Fenerbahçe        | 2–0   | Beşiktaş             | Okocha (21), Bolić (56)                 | -                                                |
| 291 | 17-08-1997 | Friendly       | Beşiktaş          | 2–2   | Fenerbahçe           | Mustafa (46), Oktay (74)                | Saffet (29, 87)                                  |
| 292 | 06-12-1997 | Süper Lig      | Beşiktaş          | 2–2   | Fenerbahçe           | Ertuğrul (15), Letchkov (42)            | Erol (8), Saffet (49)                            |
| 293 | 26-04-1998 | Süper Lig      | Fenerbahçe        | 2–0   | Beşiktaş             | Ertuğrul (39og), Erol (62)              | -                                                |
| 294 | 01-08-1998 | TSYD Kupası    | Fenerbahçe        | 1–3   | Beşiktaş             | Baljić (27)                             | Ohen (56), Ayhan (65), Tayfur (87p)              |
| 295 | 25-10-1998 | Süper Lig      | Beşiktaş          | 3–2   | Fenerbahçe           | Amokachi (22, 59p), Mehmet (88)         | Moshoeu (14), Dimas (71)                         |
| 296 | 10-11-1998 | Atatürk Kupası | Fenerbahçe        | 2–0   | Beşiktaş             | Tayfun (38), Moshoeu (56)               | -                                                |
| 297 | 04-04-1999 | Süper Lig      | Fenerbahçe        | 1–2   | Beşiktaş             | Erol (65)                               | Mehmet (6p), Ayhan (55)                          |
| 298 | 20-07-1999 | TSYD Kupası    | Beşiktaş          | 0–0   | Fenerbahçe           | -                                       | -                                                |
| 299 | 16-01-2000 | Süper Lig      | Fenerbahçe        | 2–1   | Beşiktaş             | Moldovan (21), Bolić (31)               | Ayhan (52)                                       |
| 300 | 14-05-2000 | Süper Lig      | Beşiktaş          | 1–3   | Fenerbahçe           | Münch (12p)                             | Preko (42, 63), Moldovan (84)                    |
| 301 | 16-09-2000 | Süper Lig      | Beşiktaş          | 3–0   | Fenerbahçe           | Nihat (17), Tayfur (49), Nouma (67)     | -                                                |
| 302 | 24-02-2001 | Süper Lig      | Fenerbahçe        | 3–1   | Beşiktaş             | Revivo (49), Serhat (69), Yusuf (89)    | Yasin (60)                                       |
| 303 | 02-12-2001 | Süper Lig      | Fenerbahçe        | 1–2   | Beşiktaş             | Abdullah (49)                           | Ronaldo (56, 77)                                 |
| 304 | 14-04-2002 | Süper Lig      | Beşiktaş          | 0–2   | Fenerbahçe           | -                                       | Serhat (43, 59)                                  |
| 305 | 02-02-2003 | Süper Lig      | Fenerbahçe        | 0–1   | Beşiktaş             | -                                       | Ahmet (56)                                       |
| 306 | 20-04-2003 | Süper Lig      | Beşiktaş          | 2–0   | Fenerbahçe           | Nouma (7), Sergen Yalçın (64)           | -                                                |
| 307 | 30-11-2003 | Süper Lig      | Fenerbahçe        | 2–2   | Beşiktaş             | van Hooijdonk (62, 68)                  | Sergen (52), Ahmed Hassan (84)                   |
| 308 | 25-04-2004 | Süper Lig      | Beşiktaş          | 1–3   | Fenerbahçe           | Ilie (90)                               | Serhat (31, 58), Tuncay (60)                     |
| 309 | 30-10-2004 | Süper Lig      | Beşiktaş          | 2–1   | Fenerbahçe           | Carew (54), Mustafa (62)                | van Hooijdonk (70p)                              |
| 310 | 17-04-2005 | Süper Lig      | Fenerbahçe        | 3–4   | Beşiktaş             | Luciano (34), Alex (70, 84p)            | Tümer (27), Carew (45), İbrahim (76), Koray (90) |
| 311 | 18-09-2005 | Süper Lig      | Beşiktaş          | 1–2   | Fenerbahçe           | Kléberson (90)                          | Anelka (18), Tuncay (90)                         |
| 312 | 26-02-2006 | Süper Lig      | Fenerbahçe        | 2–2   | Beşiktaş             | Tuncay (57), Nobre (76)                 | Sergen (67, 72)                                  |
| 313 | 03-05-2006 | Türkiye Kupası | Fenerbahçe        | 2–3   | Beşiktaş             | Alex (54), Mehmet (80)                  | Tümer (31, 115), Gökhan (35)                     |
| 314 | 19-11-2006 | Süper Lig      | Fenerbahçe        | 0–0   | Beşiktaş             | -                                       | -                                                |
| 315 | 11-04-2007 | Türkiye Kupası | Beşiktaş          | 1–0   | Fenerbahçe           | Bobô (82)                               | -                                                |
| 316 | 26-04-2007 | Türkiye Kupası | Fenerbahçe        | 1–1   | Beşiktaş             | Tümer (56)                              | Nobre (102)                                      |
| 317 | 05-05-2007 | Süper Lig      | Beşiktaş          | 0–1   | Fenerbahçe           | -                                       | Kežman (12)                                      |
| 318 | 05-08-2007 | Süper Kupa     | Fenerbahçe        | 2–1   | Beşiktaş             | Deivid (14), Kežman (86)                | Bobô (20)                                        |
| 319 | 03-11-2007 | Süper Lig      | Fenerbahçe        | 2–1   | Beşiktaş             | Deivid (29), Semih (60)                 | Bobô (3)                                         |
| 320 | 29-03-2008 | Süper Lig      | Beşiktaş          | 1–2   | Fenerbahçe           | Serdar (74)                             | Alex (11, 80)                                    |
| 321 | 29-11-2008 | Süper Lig      | Fenerbahçe        | 2–1   | Beşiktaş             | Selçuk (11), Güiza (27)                 | Nobre (21)                                       |
| 322 | 03-05-2009 | Süper Lig      | Beşiktaş          | 1–2   | Fenerbahçe           | Hološko (64)                            | Güiza (32), Semih (54)                           |
| 323 | 13-05-2009 | Türkiye Kupası | Beşiktaş          | 4–2   | Fenerbahçe           | Şimşek (6), Bobô (56, 73), Hološko (80) | Güiza (27), Alex (90)                            |
| 324 | 02-08-2009 | Süper Kupa     | Beşiktaş          | 0–2   | Fenerbahçe           | -                                       | Alex (75, 90)                                    |
| 325 | 21-11-2009 | Süper Lig      | Beşiktaş          | 3–0   | Fenerbahçe           | Fink (53), Bobô (57), İnceman (82)      | -                                                |
| 326 | 18-04-2010 | Süper Lig      | Fenerbahçe        | 1–0   | Beşiktaş             | Alex (2)                                | -                                                |
| 327 | 19-09-2010 | Süper Lig      | Fenerbahçe        | 1–1   | Beşiktaş             | Niang (26)                              | Guti (86p)                                       |
| 328 | 20-02-2011 | Süper Lig      | Beşiktaş          | 2–4   | Fenerbahçe           | Dağ (43), Toraman (49)                  | Uysal (5og), Alex (64p, 72, 74)                  |
| 329 | 27-10-2011 | Süper Lig      | Beşiktaş          | 2–2   | Fenerbahçe           | Simão (12), Almeida (72)                | Alex (60), Baroni (88)                           |
| 330 | 05-02-2012 | Süper Lig      | Fenerbahçe        | 2–0   | Beşiktaş             | Yobo (14), Sow (90)                     | -                                                |
| 331 | 29-04-2012 | Süper Lig      | Fenerbahçe        | 2–1   | Beşiktaş             | Stoch (57), Egemen (83og)               | Egemen (54)                                      |
| 332 | 03-05-2012 | Süper Lig      | Beşiktaş          | 1–0   | Fenerbahçe           | Almeida (45)                            | -                                                |
| 333 | 07-10-2012 | Süper Lig      | Fenerbahçe        | 3-0   | Beşiktaş             | Sow 13e, Gökhan 40e 59e                 | -                                                |
| 334 | 03-03-2013 | Süper Lig      | Beşiktaş          | 3–2   | Fenerbahçe           | Kuyt 40e (csc), Niang 60e, Olcay 90+3e  | Sow 24e 63e                                      |

## Statistiques
| Compétitions | Matches | Fenerbahçe SK | Nuls | Beşiktaş JK |
| ------------ | ------- | ------------- | ---- | ----------- |
| Championnat  | 137     | 49            | 45   | 43          |
| Coupe        | 22      | 5             | 6    | 11          |
| Supercoupe   | 6       | 4             | 0    | 2           |
| Totale       | 165     | 58            | 51   | 56          |

### Plus grand nombre d'apparitions
| Joueur          | Matchs | Club          |
| --------------- | ------ | ------------- |
| Rıza Çalımbay   | 62     | Beşiktaş JK   |
| Hakkı Yeten     | 58     | Beşiktaş JK   |
| Müjdat Yetkiner | 51     | Fenerbahçe SK |
| Naci Bastoncu   | 50     | Fenerbahçe SK |

Dernière mise à jour: 5 février 2012

### Meilleurs buteurs
| Joueur              | Buts | Club          |
| ------------------- | ---- | ------------- |
| Hakkı Yeten         | 32   | Beşiktaş JK   |
| Cemil Turan         | 19   | Fenerbahçe SK |
| Şeref Görkey        | 13   | Beşiktaş JK   |
| Metin Tekin         | 13   | Beşiktaş JK   |
| Alexsandro de Souza | 13   | Fenerbahçe SK |
| Şevket Yorulmaz     | 10   | Beşiktaş JK   |

Dernière mise à jour: 5 février 2012

### Le plus de buts en 1 match pour 1 joueur
| Buts | Joueur           | Club          | Score | Date         |
| ---- | ---------------- | ------------- | ----- | ------------ |
| 4    | Zeki Rıza Sporel | Fenerbahçe SK | 4-1   | 18 juin 1926 |

### Les plus grosses victoires (5 buts et +)
| Résultat                      | Date            |
| ----------------------------- | --------------- |
| Fenerbahçe SK 7-0 Beşiktaş JK | 6 décembre 1958 |
| Beşiktaş JK 7-1 Fenerbahçe SK | 23 mars 1941    |
| Fenerbahçe SK 5-0 Beşiktaş JK | 17 janvier 1930 |

## Navigation